# اورانیوم ضعیف‌شده

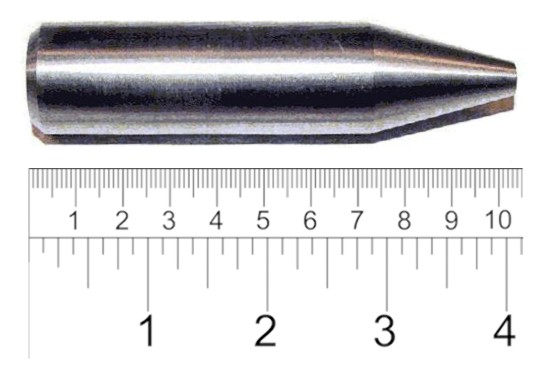
یک فشنگ ساخت اورانیوم تضعیف شده

اورانیوم فقیرشده، اورانیوم تهی شده، اورانیوم ضعیف‌شده (به انگلیسی: Depleted uranium)(به فرانسوی: Uranium appauvri) به اورانیومی گفته می‌شود که میزان ایزوتوپ قابل شکافت ۲۳۵ در آن کمتر از اورانیوم طبیعی باشد. این فلز فراورده جانبی غنی‌سازی اورانیوم است و با توجه به چگالی بسیار بالای آن که نزدیک به دو برابر سرب است، در صنایع مختلف از جمله وزنه‌های تعادلی هواپیما، حفاظ‌های ضد تشعشعات رادیواکتیو، تجهیزات رادیوتراپی، کانتینرهای حمل مواد رادیواکتیو، گلوله‌ها و مهمات ضد زره توپ‌ها و تفنگ‌های جنگی، و زره‌های دفاعی مثل زره تانکها کاربرد دارد. کاربرد اورانیوم ضعیف‌شده در گلوله‌های ضدزره علاوه بر چگالی بالای آن به دلیل قابلیت اشتعال آن در دمای بالای ۶۰۰ درجه نیز هست.

## تفاوت با اورانیوم طبیعی
در اورانیوم طبیعی غلظت ایزوتوپ ۲۳۸ حدود ۹۹٫۲۷٪، ایزوتوپ ۲۳۵ حدود ۰٫۷۲٪ و ایزوتوپ ۲۳۴ حدود ۰٫۰۰۵۵٪ است. در حالی‌که در اورانیوم ضعیف‌شده غلظت ایزوتوپ ۲۳۸ حدود ۹۹٫۸٪، ایزوتوپ ۲۳۵ حدود ۰٫۲٪ و ایزوتوپ ۲۳۴ حدود ۰٫۰۰۱٪ است. بر این اساس تفاوت عمده اورانیوم رقیق‌شده و طبیعی در میزان ایزوتوپ ۲۳۵ است که در اورانیوم ضعیف شده کمتر از اورانیوم طبیعی است.
اورانیوم ضعیف شده به دست آمده از فرایند بازفرآوری از نظر میزان وجود ایزوتوپ اورانیوم ۲۳۶ با اورانیوم ضعیف شده به دست آمده از فرایند غنی‌سازی متفاوت است.

## عوارض احتمالی
نگرانی‌هایی دربارهٔ آثار زیانبار احتمالی اورانیوم بر روی افرادی که زیاد در معرض آن‌ها قرار دارند مطرح شده‌است.

### گزارش سازمان بهداشت جهانی
در گزارش سال ۲۰۰۳ سازمان بهداشت جهانی بخشی از عوارض اورانیوم ضعیف‌شده یاد شده‌است:
- کلیه بیش از بقیه بافت‌های بدن، ممکن است از آثار مضر احتمالی اورانیوم تأثیر پذیرد
- برخی تحقیقات از افزایش سرطان ریه در بین کارگران معادن اورانیوم حکایت دارد، هرچند با توجه به سمیت بسیار پایین اورانیوم ضعیف‌شده فقط در صورت استنشاق حجم بزرگی از غبار اورانیوم ضعیف شده (در حد چند گرم) احتمال سرطان ریه افزایش خواهد یافت.
- مدرکی در مورد آثار تخریبی اورانیوم بر استخوان‌بندی، کبد، سیستم باروری و رشد بدن وجود ندارد.

با توجه به این که در اغلب مواقع، میزان اورانیوم ضعیف‌شده نسبت به اورانیومی که به‌طور طبیعی در محیط وجود دارد ناچیز است، خطر آلودگی با اورانیوم ضعیف شده احتمالاً تنها در جریان درگیری‌های نظامی مطرح می‌شود که در آن از مهمات حاوی اورانیوم ضعیف‌شده استفاده شده‌ باشد. گزارش برنامه محیط زیست ملل متحد پس از اندازه‌گیری اورانیوم در مکان‌هایی در کوزوو که در آن‌ها در جریان جنگ از مهمات حاوی اورانیوم ضعیف‌شده استفاده شده بود، نشان می‌داد که غلظت اورانیوم در سبزیجات و منابع آب این محل‌ها بسیار کم بوده و در نتیجه احتمال آلودگی عمده جوامع محلی به اورانیوم ضعیف‌شده بسیار ناچیز ارزیابی شده‌بود.

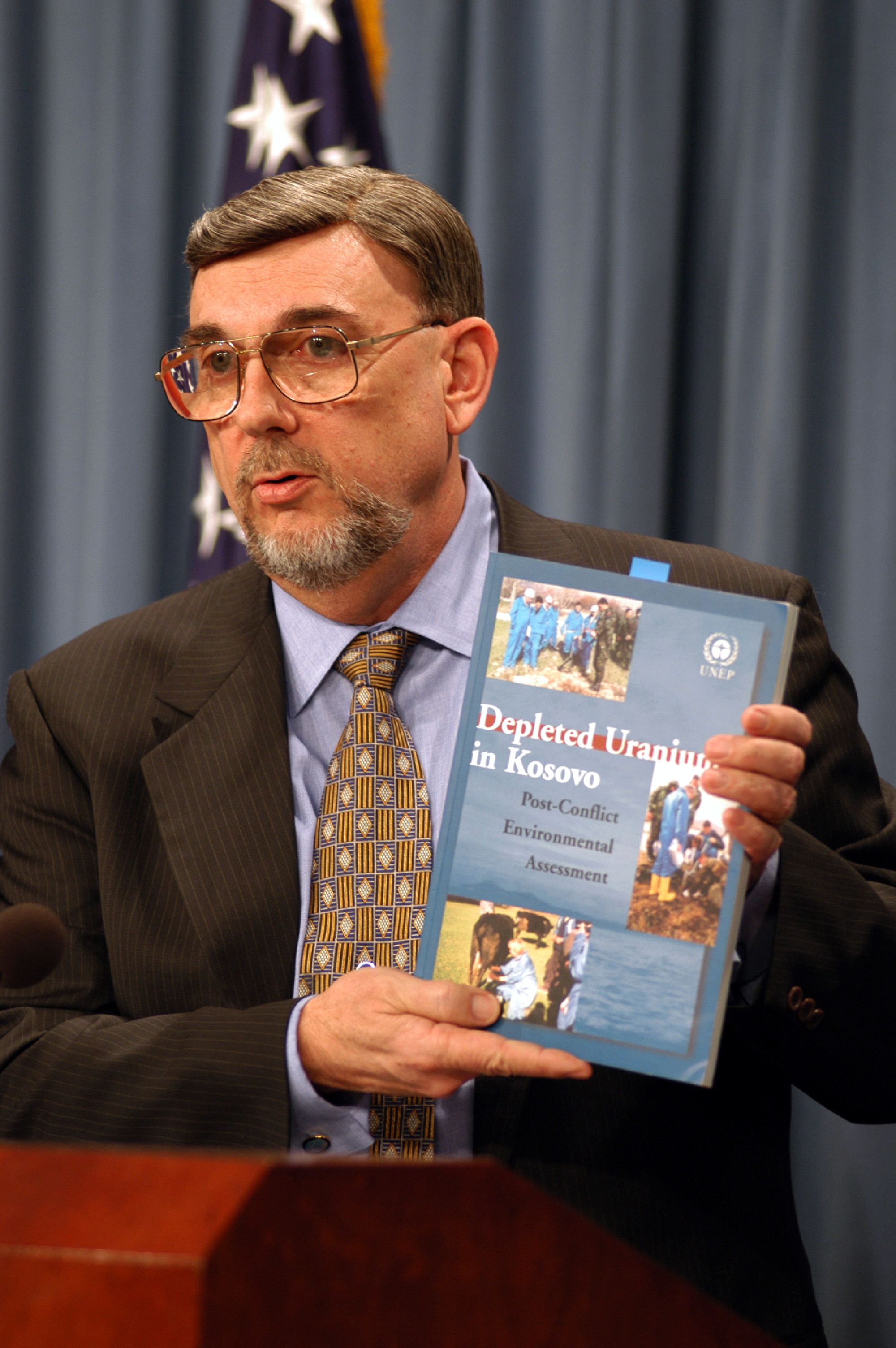
یک مأمور پژوهشی در حال ارائه گزارش استفاده از اورانیوم تهی شده در کوزوو

## از دیدگاه حقوق بین‌الملل
احتمال ارتباط میان بیماری‌هایی نظیر سرطان و نقص‌های مادرزادی با سلاح‌های اورانیوم ضعیف شده، باعث شده‌است که برخی از نهادهای وابسته به سازمان ملل متحد و نیز پارلمان اروپا با صدور قطعنامه‌هایی خواستار ممنوعیت استفاده از این سلاح‌ها یا انجام تحقیقات بیشتر در مورد آن‌ها شوند.

### ممنوعیت کاربرد
به نظر برخی از حقوق‌دانان از آنجا که این سلاح‌ها احتمالاً باعث ایجاد بیماری در بین مردم غیرنظامی شده و به محیط زیست آسیب می‌رساند، باید مطابق اصول حقوق بین‌الملل راجع به کاربرد سلاح‌ها این نوع جنگ‌افزارها را ممنوع دانسته و از کاربرد آن‌ها خودداری کرد. همچنین کشورهای بلژیک و کاستاریکا نیز استفاده از این نوع سلاح‌ها را در ارتش‌های خود ممنوع کرده‌اند.
با این وجود، دیگر حقوق‌دانان و نهادهای بین‌المللی معتقدند که تا زمانی که سلاحی به‌طور مشخص در معاهده‌ای ممنوع نشود، نمی‌توان آن را ممنوع دانست و از آنجا که تاکنون بین کشورها معاهده‌ای راجع به ممنوعیت استفاده از سلاح‌های حاوی اورانیوم ضعیف شده به تصویب نرسیده‌است، نمی‌توان استفاده از این‌گونه سلاح‌ها را منع کرد. این دسته از حقوق‌دانان و نهادهای بین‌المللی به خصوص به رأی دیوان بین‌المللی دادگستری در قضیه مشروعیت تهدید یا استفاده از سلاح‌های هسته‌ای در سال ۱۹۹۶ استناد می‌کنند که در آن، دیوان علی‌رغم وجود آثار مخرب سلاح‌های هسته‌ای رأی داده بود که در شرایط فعلی حقوق بین‌الملل (که معاهده‌ای برای ممنوعیت سلاح‌های هسته‌ای وجود ندارد) دیوان نمی‌تواند به نتیجه قطعی برسد که تهدید یا استفاده از سلاح‌های هسته‌ای در شرایط بحرانی دفاع مشروع که حیات یک دولت به خطر افتاده‌است مشروع است یا غیر مشروع.